# Andorai Péter
Andorai Péter, született  Klócza Péter, (Budapest, 1948. április 25. – Budapest, 2020. február 1.) a Nemzet Színésze címmel kitüntetett, Kossuth- és Jászai Mari-díjas magyar színművész.

## Élete
Klócza János és Havránek Ilona gyermekeként született. Nagyapja vándorszínész, édesapja kőfaragó-szobrász volt. Érettségi után dolgozott raktárosként, statisztaként a Nemzeti Színházban is. 1972–1976 között a Színház- és Filmművészeti Főiskola tanulója volt Simon Zsuzsa osztályában, ahova hetedszerre vették fel. 1971–1972 valamint 1977–1978 között a kecskeméti Katona József Színház tagja volt. 1976–77-ben a Nemzeti Színház színművésze volt. 1978–1980 között a Várszínházban volt látható. 1980–1983 között a Mafilmnél dolgozott. 1983–1989 között, valamint 2003–2011 között a József Attila Színház színésze volt. 1989–1990 között a Radnóti Miklós Színház, 1990–1991 között pedig a Veszprémi Petőfi Színház színművésze volt. 1994–1996 között a pécsi, 1996–2003 között a Szegedi Nemzeti Színház tagja volt.
Vendégszínészként szerepelt a Rock Színházban és a budapesti Katona József Színházban is. 2015. március 3-án választották a Nemzet Színészévé Bitskey Tibor helyére.
2020. február 1-én rövid, súlyos betegség után hunyt el. 2020. február 19-én helyezték örök nyugalomra a budapesti Farkasréti temetőben. A szertartáson beszédet mondott Eperjes Károly színművész és Szabó István rendező.

## Magánélete
Volt felesége Ábrahám Edit színésznő, 1983-ban egy gyermekük született, Péter, aki szintén színész, zenész. 
Egy évet élt az Egyesült Államokban is, ahova Szabó István Bizalom című, Oscar-díjra is jelölt filmjének bemutatójára érkezett, amelynek főszerepét játszotta. Ebben az időszakban műszaki rajzolóként dolgozott, valamint egy New York-i amatőr színtársulat előadásaiban lépett fel.

## Filmszerepei

### Játékfilmek
- 2020 Zárójelentés
- 2018 A hentes, a kurva és a félszemű
- 2015 Argo 2.
- 2013 A nagy füzet
- 2012 Az ajtó
- 2010 Az ügynökök a paradicsomba mennek
- 2009 Pillangók
- 2007 A Nap utcai fiúk
- 2006 Töredék
- 2006 Végjáték
- 2005 Rokonok
- 2005 Lopott képek
- 2004 A temetetlen halott – Nagy Imre naplója
- 2004 A temetetlen halott – Nagy Imre naplója - rendezői változat
- 2003 Bolondok éneke
- 2003 Rózsadomb
- 2002 Rózsa éneke
- 2001 Bolondok éneke
- 1999 A napfény íze
- 1999 Simon Mágus
- 1997 Csinibaba
- 1997 Presszó
- 1997 Wittman fiúk
- 1994 Itt a földön is
- 1993 Vigyázók
- 1993 Rúzs
- 1993 Utrius
- 1992 Gyerekgyilkosságok
- 1992 A csalás gyönyöre
- 1992 Roncsfilm
- 1991 Édes Emma, drága Böbe
- 1991 Könyörtelen idők
- 1991 A három nővér
- 1991 Szerelmes szívek
- 1991 Goldberg-variációk
- 1991 Magyar novellák 2.
- 1990 Magyar rekviem
- 1990 Itt a szabadság
- 1989 A legényanya
- 1989 Könnyű vér
- 1988 Hanussen
- 1988 Eldorádó
- 1988 Egy teljes nap
- 1988 Kiáltás és kiáltás
- 1988 Az én XX. századom
- 1988 Küldetés Evianba
- 1988 Mielőtt befejezi röptét a denevér
- 1988 A hecc
- 1988 Vadon
- 1986 Csók, Anyu
- 1985 Redl ezredes I-II.
- 1985 Lélegzetvisszafojtva
- 1986 Érzékeny búcsú a fejedelemtől
- 1986 Hajnali háztetők
- 1986 A nagy generáció
- 1985 Falfúró
- 1985 Képvadászok
- 1984 Eszmélés
- 1984 Szeretők
- 1983 Könnyű testi sértés
- 1981 Egymásra nézve
- 1981 Mephisto
- 1981 Nyom nélkül
- 1980 Bizalom
- 1979 Utolsó előtti ítélet
- 1979 Szabadíts meg a gonosztól
- 1978 Amerikai cigaretta
- 1978 Áramütés
- 1977 Apám néhány boldog éve
- 1977 A kard
- 1977 Ékezet
- 1977 Riasztólövés
- 1975 Vörös rekviem

### Tévéfilmek
- 2001 A szivárvány harcosa
- 1996 Szappanbuborék
- 1993 Rádióaktív BUÉK
- 1993 Privát kopó
- 1991 Razzia az Aranysasban
- 1991 Az apostol
- 1990 Tükörgömb
- 1990 Nem érsz a halálodig
- 1989 Hét akasztott
- 1989 Linda
- 1987 Almási, avagy a másik gyilkos
- 1987 Csinszka
- 1986 A fekete kolostor
- 1984 Szemet szemért
- 1984 T.I.R.
- 1984 A hattyú halála
- 1983 Wagner
- 1982 Fehér rozsda
- 1981 Brutus
- 1980 IV. Henrik
- 1980 Rettegés és ínség a Harmadik Birodalomban
- 1978 Mednyánszky
- 1977 Nyúlkenyér
- 1976 Optimista tragédia
- 1975 Napló

## Díjai
- Jászai Mari-díj (1980)
- A Filmszemle Díja (1986, 1999)
- Magyar Filmkritikusok Díja – Legjobb férfi epizódszereplő (1987)
- Veszprémi TV Találkozó Különdíja (1990)
- TV-kritikusok Díja (1991)
- Kossuth-díj (1994)
- Magyar Filmkritikusok Díja – Legjobb férfi alakítás díja (2000)
- A Magyar Köztársasági Érdemrend tisztikeresztje /polgári tagozat/ (2007)
- A Nemzet Színésze (2015)
- Prima díj (2016)
- A Magyar Filmakadémia életműdíja (2019)